# Осет (будизам)
Осет или осећај (санскрит, пали: vedanā) је један од кључних појмова будистичке психологије. Може причињавати задовољство, бол и ни задовољство ни бол (неутралан).
Ведана је голи утисак опажен као пријатан, непријатан (болан) или неутралан (равнодушан). Зато га не треба мешати са емоцијама. Накнадне емотивне, моралне или духовне вредности повезане са осетом припадају менталним творевинама (sankara). 
Обзиром да су осећаји пролазни и по својој природи подложни промени, Буда их је одредио као узрочнике патње које треба превазићи. Он је говорио да је опасност код осећаја то што су нестални, а излаз је у напуштање жеље за њима.

## Настанак осета
Као што спајањем и трљањем два дрвена штапа настају топлота и ватра, а њиховим раздвајањем престају, тако је и са осећајима: у зависности од одређеног чулног утиска настаје одговарајући осећај; престанком одређеног чулног утиска престаје и одговарајући осећај.— Буда
Осет настаје кад су присутна три услова: чуло, предмет и свест. Спој ова три фактора, у будистичкој психологији је ментални, а не физички процес.
Баш као што небом дувају различити ветрови: са истока, запада, севера и југа, ветрови који носе прашину и без прашине, хладни и топли ветрови, благи и снажни ветрови; слично томе, настају у овом телу различите врсте осета: пријатни, непријатни и неутрални.— Буда
Осети од слика, звука, мириса и укуса су увек неутралани, а пријатно или непријатно опажање настаје накнадно. Телесни додир може узроковати пријатан и непријатан осећај. Мисаони контакт може изазвати задовољство, тугу или равнодушан осећај.
Осет се може зауставити на нивоу огољене сензације. Тада нема вредновања осета емотивно или интелектуално.

## Настанак особе
Осет, у будистичком смислу, јесте једна од пет гомила које чине оно што се назива "особом". Осет је једна од четири менталне гомиле; остале три су опажање, ментални склопови и свест. 
Сам осет је условљен, и он условљава друге факторе. У ланцу условног настанка, ово је изражено кариком: "спој условљава осет" (phassa paccaya vedana). Уколико из тога уследе емоције, онда се прелази на следећу карику: "осет условљава жудњу" (vedana paccaya tanha).